# Білокриницька сільська рада (Березнегуватський район)
Бі́локрини́цька сільська́ ра́да — колишній орган місцевого самоврядування в Березнегуватському районі Миколаївської області. Адміністративний центр — село Біла Криниця.

## Загальні відомості
- Територія ради: 36,73 км²
- Населення ради: 424 особи (станом на 2001 рік)
- Територією ради протікає річка Інгулець.

## Населені пункти
Сільській раді були підпорядковані населені пункти:
- с. Біла Криниця
- с. Новогригорівка

## Склад ради
Рада складалася з 14 депутатів та голови.
- Голова ради: Заіченко Олександр Миколайович
- Секретар ради: Гавриленко Галина Романівна

### Керівний склад попередніх скликань
| Прізвище, ім'я, по батькові    | Основні відомості                                                 | Дата обрання | Дата звільнення |
| ------------------------------ | ----------------------------------------------------------------- | ------------ | --------------- |
| Заіченко Олександр Миколайович | Сільський голова, 1960 року народження, освіта вища, безпартійний | 26.03.2006   | 31.10.2010      |
| Заіченко Олександр Миколайович | Сільський голова, 1960 року народження, освіта вища, безпартійний | 31.10.2010   |                 |

Примітка: таблиця складена за даними сайту Верховної Ради України